# Ron Carey (Schauspieler)
Ron Carey, eigentlich Ronald Joseph Cicenia, (* 11. Dezember 1935 in Newark, New Jersey; † 16. Januar 2007 in Los Angeles, Kalifornien) war ein US-amerikanischer Schauspieler.

## Leben
Carey erlangte den Bachelor in Kommunikationswissenschaften an der Seton Hall University in South Orange 1956. Nach New York City gezogen, war er dort lange Jahre als Stand-up-Comedy-Komiker tätig; 1966 erlangte er durch einen Auftritt in der Merv Griffin Show größere Aufmerksamkeit, die sich auch in etlichen Rollenangeboten niederschlug. So spielte er den Officer Carl Levitt in der Fernsehserie Barney Miller, wofür er sich seinen Künstlernamen zulegte, und in Filmen von Mel Brooks. Später arbeitete er mit Terence Hill und mit Bud Spencer zusammen.
Immer wieder trat Carey in Fernsehshows wie denen von Ed Sullivan, Jackie Gleason oder Johnny Carson auf.
Carey war von 1967 bis zu seinem Tode mit 71 Jahren durch einen Schlaganfall mit Sharon verheiratet.

## Filmografie (Auswahl)
- 1970: Nie wieder New York (The out-of-towners)
- 1976: Mel Brooks’ letzte Verrücktheit: Silent Movie (Silent movie)
- 1977: Mel Brooks’ Höhenkoller (High anciety)
- 1978–1982: Barney Miller (Fernsehserie)
- 1981: Mel Brooks – Die verrückte Geschichte der Welt (History of the world, part I)
- 1984: Johnny G. – Gangster wider Willen (Johnny Dangerously)
- 1990–1992: Lucky Luke (Fernsehserie)
- 1991: Lucky Luke (Lucky Luke)
- 1994: Die Troublemaker (Botte di Natale)